# Fujitani Mitsue

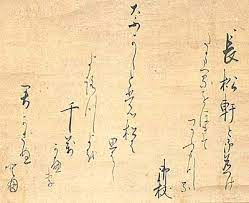
Fujitani: Waka

Fujitani Mitsue (japanisch 富士谷 御杖; geboren 1768 in Kyōto (Provinz Yamashiro); gestorben 16. Januar 1824) war ein japanischer Waka-Poet und Kokugaku-Anhänger. Er führte die Künstlernamen Hokuhen (北辺) und Kitano (北野).

## Leben und Werk
Fujitani Mitsue wurde als Sohn des Linguisten Fujitani Nariakira in Kyōto geboren. Er wurde gedanklich und wissenschaftlich beeinflusst von seinem Onkel, dem konfuzianischen Gelehrten Minagawa Kien (1735–1807). Er diente den Tachibana, die auf der Burg Yanagawa in der Provinz Chikugo residierten und erhielt ein Gehalt von 200 Koku. Er verlor aber in späteren Jahren wegen eines Fehlverhaltens seine Anstellung.
Die Gedankenwelt Fujitanis ist durch metaphysische Tendenzen geprägt. Seine Analyse der Beziehung zwischen menschlichen Emotionen, Lebensverhalten und sprachlichen Darstellungen ist als Literaturtheorie einzigartig. Zur Erläuterung seiner literaturwissenschaftlichen Thesen nutzt er „Tōgo“ (倒語), was etwa „Wortspiele“ bedeutet.
Seine Schriften befassen sich mit den Grundlagen des Shintō (神道論), des Gedichtes (歌論; Karon), der Grammatik (語法, Gohō), die er 1807 als „Kojiki tomoshibi“ (古事記灯) publizierte, „Man’yōshū tomoshibi“ (万葉集灯), „Hyakunin Isshu tomoshibi“ (百人一首灯) aus dem Jahr 1804, „Makoto no ben“ (真言弁) und die Essay-Sammlung „Hokuhen zuihitsu“ (北辺随筆), sowie eine Sammlung von Gedichten, die von dem Gelehrten Igarashi Atsuyoshi (五十嵐 篤好; 1784–1861) herausgegeben wurde.